# Migmatit
A migmatit (migma=kevert, görög) a migmatitosodás során jön létre, ami a kőzetek részleges visszaolvadását jelenti. Közepes vagy nagy fokú metamorf területeken előforduló, mezo- vagy katametamorf zónában – jellegzetesen a kontinentális kéreg középső és alsó részén – képződő, erősen heterogén, változatos megjelenésű metamorf kőzet. Összetétele változatos, a kiinduló kőzettől függő, általában szilikátos.
Sötét és világos részekből áll. A világos rész (neoszom) az eredeti kőzeten belül kialakult parciális olvadékból származik (ld. anatexis), vagy metamorf szegregáció útján képződött. A sötét rész (paleoszom) képviseli az eredeti kőzetet, illetve a parciális olvadásban részt vett kőzet maradékát, vagy szintén metamorf szegregáció útján képződött. A resztit olyan metamorf kőzetrészleg a migmatitban, amelynek eredeti kőzetéből (protolitjából) a parciális megolvadás révén, az elsőként olvadékba lépő (ún. inkompatibilis) elemek (Rb, K, Ba, Th, Nb, Ta, RFF stb.) jelentős része eltávozott, azaz anyaga az említett elemekben kiürült.